# Кингфишер (Оклахома)
Кингфишер (англ. Kingfisher) — город и административный центр округа Кингфишер, штат Оклахома, США. По данным переписи 2020 года население составило 4903 человека. Это бывший дом и тезка колледжа Кингфишер. Согласно Энциклопедии истории и культуры Оклахомы, Кингфишер в настоящее время в основном является спальным районом для людей, работающих в Иниде и Оклахома-Сити.